# 文件系统层次结构标准
文件系统层次结构标准（英語：Filesystem Hierarchy Standard，FHS）定义了Linux操作系统中的主要目录及目录内容。FHS由Linux基金会维护。
目前版本為3.0版，於2015年發布。

## 概述
多数Linux发行版遵从FHS标准并且声明其自身政策以维护FHS的要求。

但截至2009年，包括由自由标准小组成员参与开发的版本在内的绝大多数发行版，并不完全执行建议的标准。
当FHS建立之时，其他的UNIX和类Unix操作系统已经有了自己的标准，尤其是hier(7)文件系统布局描述。
自从第七版Unix(于1979年发布)以来已经存在，或是SunOS filesystem(7)，

和之后的Solaris filesystem(5)。
例如，macOS使用如 /Library、 /Applications和/Users 等长名与传统UNIX目录层次保持一致。
现在的Linux发行版包含一个/sys目录作为虚拟文件系统(sysfs，类似于 /proc，一个procfs)，它存储且允许修改连接到系统的设备，然而许多传统UNIX和类Unix操作系统使用/sys作为内核代码树的符号链接。
一些Linux系统如GoboLinux和Syllable Server使用了和FHS完全不同的文件系统层次组织方法。

## 历史
开发一套文件系统层次结构标准的进程始于1993年8月，标准努力重整Linux的文件和目录结构。FSSTND（英文Filesystem Standard），一个针对Linux操作系统的文件系统层次结构标准在1994年2月14日发布。 后续的修正版本分别在1994年10月9日和1995年3月28日发布。
在1996年初， 开发一个更加全面的、不仅解决Linux，而且解决其他类Unix系统目录层次结构问题的FSSTND的计划在BSD开发社区成员的协助下正式被采纳。因此，计划重点解决在类Unix系统上普遍存在的问题。 为了适应标准范围的扩充，标准的名称修改为文件系统层次结构标准。